# Махмуд Аббас
Махму́д Абба́с  (араб. محمود عباس), партійне прізвисько Абу Мазен (ابو مازن‎) (нар. 26 березня 1935, Цфат) — палестинський політик, голова (президент) Палестинської Національної Адміністрації, голова руху ФАТХ. Доктор філософських наук, кандидат історичних наук, почесний доктор МДІМВ, автор 11 книг.

## Ранні роки та освіта
Аббас народився в місті Цфат. Дитиною, разом з сім'єю втік звідти до Сирії в ході захоплення міста єврейськими силами в травні 1948 року.
Закінчив юридичний факультет Дамаського університету та аспірантуру Університету дружби народів ім. Патріса Лумумби. У 1982 захистив кандидатську дисертацію в московському філії Інституту сходознавства Академії наук СРСР за темою «Секретний зв'язок між нацизмом і сіонізмом», основні ідеї якої деякими джерелами трактувалися як заперечення голокосту. Директор інституту, Є. М. Примаков, призначив науковим керівником Аббаса В. І. Кисельова, фахівця з історії Палестини. На основі дисертації Аббас написав монографію «Інша сторона: таємні зв'язки між нацистами і керівництвом сіоністського руху».
У розділі «Актуальність теми» дисертації Аббас зазначає: «У міру поглиблення на сучасному етапі сукупного занепаду капіталізму дедалі більше явним стає і занепад ідеології сіонізму … Його роль як ударного підрозділу світової імперіалістичної реакції не зменшена, реакційна, ворожа суть … виступає у все більше жорсткій експансіоністській і расистській формі … Викриття реакційної ідеології … вважається нагальною справою для всього антиімперіалістичного табору … Нагальна мета всіх сучасних антиімперіалістичних сил — оборона світу, розв'язки, демократії та суспільного прогресу». Свою задачу в цій науковій роботі Аббас бачить у «вишукуванні взаємозв'язку між сіонізмом і нацизмом часів третього рейху» тому що «сіонізм загравав із нацистською Німеччиною, тому для початку сіоністські функціонери встановили контакти з режимом, який визначив антисемітизм власною офіційною державною політикою». І потім «Сіоністські фаворити … укладали таємні угоди з нацистським урядом для організації переселення до Палестини навмисне відібраних партій євреїв … емісарам Моссаду нацистами було надано право відвідувати концентраційні табори … щоб сортувати ув'язнених, обирати з них особисто потрібних прийдешньої єврейській державі».
В дисертації Аббас викриває і інші змови сіоністів з нацистами: щоб заселити Палестину євреями, за так званою Хааварською угодою за 1 тисячу фунтів стерлінгів, нацисти відпускали будь-якого єврея, який бажав виїхати з Німеччини. «І в цьому сіоністи зустріли сприятливе ставлення влади, що прагнула очищення Німеччини від євреїв». Аббас відмічає «близькість ідейних концепцій сіонізму і нацизму в частині націонал-шовінізму і расизму». Ця «взаємовигідна спільна робота», на думку Аббаса, працювала цілих 6 років — з 1933 по 1939 рік.
Через 2 роки у видавництві «Дар Ібн Рашид» в Аммані (Йорданія) Аббас опублікував арабською мовою власну книжку «Приховані взаємозв'язки сіонізму і нацизму в період 2-ї світової війни» — розширену версію власної дисертації — в якій відхиляє «сіоністські вигадки і міфічну єресь про загибель 6 млн євреїв, — ті деякі, які загинули, потерпіли від спільної (нацистсько-сіоністської) змови». Він повідомляє: «Точна кількість євреїв, загиблих під час війни, була істотно меншою 6 млн, вона була навіть меншою мільйона … Завданням сіоністів було примножити кількість потерпілих серед єврейського народу, щоб цим викликати співчуття міжнародного суспільства». Насправді, за його даними, загинуло «лише 890 тис. євреїв, а печі крематоріїв застосовувалися тільки для кремації тіл жителів нашої планети, загиблих від хвороб, — щоб не допустити поширення інфекції».
Абу Мазен повідомляє, що спасіння євреїв лише в гуманітарних цілях не цікавило сіоністів, і тому «вони не доклали ні найменших зусиль, щоб запевнити Захід прийняти єврейських біженців, які втекли з нацистського пекла». Він стверджує, що сіоністи провалили різні наміри підтримки та промоакції з порятунку і ховали інформацію про страшну участь євроєврейства «для того, щоб їм не знадобилося вжити потрібні, прогнозовані заходи». Він пише, що «сіоністське переміщення навмисне спровоковане проти євреїв, що жили на нацистської землі, щоб викликати нелюбов влади щодо до них і групове їх усунення».

## Діяльність у ФАТХ і ОВП
Аббас брав участь у створенні «Руху за національне звільнення Палестини» (ФАТХ), який потім став ядром Організації Визволення Палестини (ОВП). За деякими даними, брав участь у підготовці та фінансуванні низки терактів, зокрема на Олімпіаді в Мюнхені в 1972 році, вважається, що він брав безпосередню участь у військових операціях палестинців. В апараті ОВП очолював департамент арабських і міжнародних зв'язків.
Аббас, який має репутацію помірного прагматика, ще на початку 1970-х років був одним з ініціаторів діалогу з представниками лівих кіл Ізраїлю.
Як лідер поміркованого крила керівництва ОВП, Аббас став одним з авторів мирних домовленостей між ОВП та Ізраїлем. 13 вересня 1993 у Вашингтоні він підписав від імені керівництва ОВП палестино-ізраїльську «Декларацію про принципи».

## Відносини з Україною
Не засудив повномасштабне російське вторгнення в Україну 2022 року, і вирішив дотримуватися нейтральності, оскільки вони «хочуть зберігати хороші відносити з обома сторонами.»